# Emmanuelle Javaux
 (avril 2022).
Pour les articles homonymes, voir Javaux.
Emmanuelle Javaux, née le 24 juin 1967 à Namur, est une biologiste, zoologiste, doctorante et postdoctorante dans plusieurs domaines. Elle est maintenant professeure ordinaire à l'Université de Liège au Département de Géologie de la Faculté des sciences. Ses recherches traitent des premières traces de vie ainsi que l'évolution de la biosphère au Précambrien. Elle s'intéresse également à la caractérisation des biosignatures pour l'astrobiologie et les conditions d'habitabilité planétaire. Depuis 2014, elle est membre de l'Académie royale de Belgique, classe des sciences. 

## Parcours académique
Après avoir étudié la biologie, Emmanuelle Javaux a effectué un doctorat en géologie à l'Université Dalhousie au Canada en 2000 ainsi qu'un postdoctorat à l'université Harvard au Département de Biologie des Organismes et Evolution de 2000 à 2003. Elle a ensuite réalisé un postdoctorat mandat de retour Belspo dans le Département d'Astrophysique en revenant en Belgique de 2005 à 2011.